# Ouzbékistan aux Jeux olympiques d'été de 2016
L'Ouzbékistan participe aux Jeux olympiques d'été de 2016 à Rio de Janeiro au Brésil du 5 au 21 août. Il s'agit de sa 6e participation à des Jeux d'été depuis son indépendance de l'Union soviétique.

## Athlètes qualifiés
Nombre d'athlètes qualifiés par sport :
Voici la liste des qualifiés ouzbeks par sport :
| Sport           | Hommes | Femmes | Total |
| --------------- | ------ | ------ | ----- |
| Athlétisme      | 6      | 10     | 16    |
| Aviron          | 1      | 0      | 1     |
| Boxe            | 10     | 1      | 11    |
| Canoë-kayak     | 4      | 0      | 4     |
| Gymnastique     | 3      | 6      | 9     |
| Haltérophilie   | 5      | 0      | 5     |
| Judo            | 7      | 1      | 8     |
| Lutte           | 1      | 1      | 2     |
| Natation        | 8      | 0      | 8     |
| Taekwondo       | 3      | 0      | 3     |
| Tennis          | 1      | 0      | 1     |
| Tennis de table | 4      | 1      | 5     |
| Tir             | 1      | 0      | 1     |
| Total           | 54     | 20     | 74    |

## Médaillés
| Sport                   | Discipline            | Athlète(s)        | Performance | Date    |
| Médailles d'or : 0      |                       |                   |             |         |
| Médailles d'argent : 0  |                       |                   |             |         |
| Médailles de bronze : 3 |                       |                   |             |         |
| Judo                    | Moins de 60 kg hommes | Diyorbek Urozboev |             | 7 août  |
| Judo                    | Moins de 66 kg hommes | Rishod Sobirov    |             | 7 août  |
| Boxe                    | Poids lourds hommes   | Rustam Tulaganov  |             | 13 août |

| Sport |   |   |   | Total |
| Judo  | 0 | 0 | 2 | 2     |
| Judo  | 0 | 0 | 1 | 1     |
| Total | 0 | 0 | 3 | 3     |

| Jour    |   |   |   | Total |
| 6 août  | 0 | 0 | 0 | 0     |
| 7 août  | 0 | 0 | 2 | 2     |
| 8 août  | 0 | 0 | 0 | 0     |
| 9 août  | 0 | 0 | 0 | 0     |
| 10 août | 0 | 0 | 0 | 0     |
| 11 août | 0 | 0 | 0 | 0     |
| 12 août | 0 | 0 | 0 | 0     |
| 13 août | 0 | 0 | 1 | 1     |

## Athlétisme

### Hommes

#### Courses sur route
| Athlète       | Épreuve  | Finale   | Finale |
| Athlète       | Épreuve  | Résultat | Rang   |
| ------------- | -------- | -------- | ------ |
| Andrey Petrov | Marathon | DNF      | /      |

#### Sur piste
| Athlète           | Épreuve           | Qualification | Qualification | Finale   | Finale   |
| Athlète           | Épreuve           | Longueur      | Position      | Longueur | Position |
| ----------------- | ----------------- | ------------- | ------------- | -------- | -------- |
| Suhrob Khodjaev   | Lancer de marteau | 70,11 m       | 23e           | Éliminé  | Éliminé  |
| Ruslan Kurbanov   | Triple saut       | NM            | /             | Éliminé  | Éliminé  |
| Bobur Shokirjonov | Lancer de javelot | NM            | /             | Éliminé  | Éliminé  |
| Ivan Zaytsev      | Lancer de javelot | 77,83 m       | 26e           | Éliminé  | Éliminé  |

#### Combinés –Décathlon
| Athlète        | Épreuve  | 100 m | SL | LP | SH | 400 m | 110 H | LD | SP | LJ | 1 500 m | Total | Rang |
| -------------- | -------- | ----- | -- | -- | -- | ----- | ----- | -- | -- | -- | ------- | ----- | ---- |
| Leonid Andreev | Résultat |       |    |    |    |       |       |    |    |    |         |       |      |
| Leonid Andreev | Points   |       |    |    |    |       |       |    |    |    |         |       |      |

### Femmes

#### Courses
| Athlète               | Épreuve     | Éliminatoires | Éliminatoires | Quart de finale | Quart de finale | Demi-finale | Demi-finale | Finale         | Finale  |
| Athlète               | Épreuve     | Résultat      | Rang          | Résultat        | Rang            | Résultat    | Rang        | Résultat       | Rang    |
| --------------------- | ----------- | ------------- | ------------- | --------------- | --------------- | ----------- | ----------- | -------------- | ------- |
| Nataliya Asanova      | 400 m haies | 1 min 02 s 37 | 8e            | NC              | NC              | Éliminé     | Éliminé     | Éliminé        | Éliminé |
| Sitora Hamidova       | 10 000 m    | NC            | NC            | NC              | NC              | NC          | NC          | 31 min 57 s 77 | 24e     |
| Sitora Hamidova       | Marathon    | NC            | NC            | NC              | NC              | NC          | NC          | 2 h 39 min 45  | 54e     |
| Marina Hmelevskaya    | Marathon    | NC            | NC            | NC              | NC              | NC          | NC          | 2 h 45 min 06  | 77e     |
| Valentina Kibalnikova | 100 m haies | 13 s 29       | 6e            | NC              | NC              | Éliminé     | Éliminé     | Éliminé        | Éliminé |
| Nigina Sharipova      | 100 m       | NC            | NC            | 11 s 68         | 6e              | Éliminé     | Éliminé     | Éliminé        | Éliminé |
| Nigina Sharipova      | 200 m       | 23 s 33       | 6e            | NC              | NC              | Éliminé     | Éliminé     | Éliminé        | Éliminé |
| Ekaterina Tunguskova  | 10 000 m    | NC            | NC            | NC              | NC              | NC          | NC          | Abandon        | Abandon |

Field events
| Athlète           | Épreuve          | Qualification | Qualification | Finale   | Finale   |
| Athlète           | Épreuve          | Distance      | Position      | Distance | Position |
| ----------------- | ---------------- | ------------- | ------------- | -------- | -------- |
| Nadiya Dusanova   | Saut en hauteur  |               |               |          |          |
| Svetlana Radzivil | Saut en hauteur  |               |               |          |          |
| Yuliya Tarasova   | Saut en longueur |               |               |          |          |

Heptathlon
| Athlète            | Épreuve   | 100H | SH | LP | 200 m | SL | LJ | 800 m | Finale | Rang |
| ------------------ | --------- | ---- | -- | -- | ----- | -- | -- | ----- | ------ | ---- |
| Ekaterina Voronina | Résultats |      |    |    |       |    |    |       |        |      |
| Ekaterina Voronina | Points    |      |    |    |       |    |    |       |        |      |

## Aviron
Légende: FA = finale A (médaille) ; FB = finale B (pas de médaille) ; FC = finale C (pas de médaille) ; FD = finale D (pas de médaille) ; FE = finale E (pas de médaille) ; FF = finale F (pas de médaille) ; SA/B = demi-finales A/B ; SC/D = demi-finales C/D ; SE/F = demi-finales E/F ; QF = quarts de finale; R= repêchage
| Athlète               | Compétition  | Séries        | Séries | Repêchage     | Repêchage | Quarts de finale | Quarts de finale | Demi-finales  | Demi-finales | Finale        | Finale |
| Athlète               | Compétition  | Temps         | Rang   | Temps         | Rang      | Temps            | Rang             | Temps         | Rang         | Temps         | Rang   |
| --------------------- | ------------ | ------------- | ------ | ------------- | --------- | ---------------- | ---------------- | ------------- | ------------ | ------------- | ------ |
| Shakhboz Kholmirzayev | Skiff hommes | 7 min 25 s 03 | 4 R    | 7 min 14 s 58 | 2 QF      | 7 min 09 s 99    | 6 SC/D           | 7 min 26 s 04 | 4 FD         | 7 min 04 s 78 | 22     |

## Boxe
L'Ouzbékistan a qualifié onze boxeurs dans les catégories de poids suivantes pour ces Jeux. Hurshid Tojibaev, qui a participé aux Jeux de 2012 futile seul ouzbek à terminer parmi les 2 premiers de sa catégorie et se qualifier au sein de l'AIBA Pro Boxing, alors que trois autres boxeurs (Akhmadaliev, Gaibnazarov, et Melikuziev) se sont qualifiés au cours du Championnats du monde de boxe amateur 2015,.
Sept autres boxeurs (Dusmatov, Zoirov, Giyasov, Rasulov, Tulaganov, Jalolov, et Mirzaeva) ont gagné leurs places au cours du tournoi de qualification olympique de boxe Asie Océanie de 2016 à Qian'an, Chine.
| Athlète               | Catégorie             | 1/16 de finale      | 1/8 de finale       | Quart de finale                 | Demi-finale                       | Finale              | Finale |
| Athlète               | Catégorie             | Adversaire Résultat | Adversaire Résultat | Adversaire Résultat             | Adversaire Résultat               | Adversaire Résultat | Rang   |
| --------------------- | --------------------- | ------------------- | ------------------- | ------------------------------- | --------------------------------- | ------------------- | ------ |
| Hasanboy Dusmatov     | Mi-mouches (-52 kg)   | Bat Velázquez 3 - 0 | Bat Zhakypov 3 - 0  | Bat Hernández 3 - 0             | Bat Hernández 3 - 0               | Martinez            |        |
| Shakhobidin Zoirov    | Mouches (-52 kg)      | Irvine -            |                     |                                 |                                   |                     |        |
| Murodjon Akhmadaliev  | Coqs (-56 kg)         | -                   | Yeraliyev -         |                                 |                                   |                     |        |
| Hurshid Tojibaev      | Légers (-60 kg)       | Bat Erşeker 3 - 0   | Bat Cordina 2 - 0   | Battu par Conceição 0 - 3       | Non qualifié                      | Non qualifié        |        |
| Fazliddin Gaibnazarov | Super-légers (-64 kg) | Bat Malonga KO      | Kumar -             |                                 |                                   |                     |        |
| Shakhram Giyasov      | Légers (-69 kg)       | Bat Sissokho 3 - 0  | Bat Stanionis 3 - 0 | Iglesias -                      |                                   |                     |        |
| Bektemir Melikuziev   | Moyens (-75 kg)       | Exempté             | Bat Lewis 3 - 0     | Yadav -                         |                                   |                     |        |
| Elshod Rasulov        | Mi-lourds (-81 kg)    | Exempté             | Battu par Buatsi KO | Non qualifié                    | Non qualifié                      | Non qualifié        |        |
| Rustam Tulaganov      | Lourds (-91 kg)       | Exempté             | Bat Castillo 3 - 0  | Bat Abdulkadir Abdullayev 3 - 0 | Battu par Evgeny Tishchenko 3 - 0 |                     |        |
| Bakhodir Jalolov      | Super-lourds (+91 kg) | Exempté             | Bat Muñoz -         |                                 |                                   |                     |        |

| Athlète           | Catégorie        | 1/8 de finale           | Quart de finale     | Demi finale         | Finale              | Finale |
| Athlète           | Catégorie        | Adversaire Résultat     | Adversaire Résultat | Adversaire Résultat | Adversaire Résultat | Rang   |
| ----------------- | ---------------- | ----------------------- | ------------------- | ------------------- | ------------------- | ------ |
| Yodgoroy Mirzaeva | Mouches (-51 kg) | Battue par Bujold 0 - 3 | Non qualifiée       | Non qualifiée       | Non qualifiée       |        |

## Canoë
| Athlète                        | Compétition  | Éliminatoires | Éliminatoires | Demi-finales | Demi-finales | Finale A | Finale A | Finale B | Finale B |
| Athlète                        | Compétition  | Temps         | Rang          | Temps        | Rang         | Temps    | Rang     | Temps    | Rang     |
| ------------------------------ | ------------ | ------------- | ------------- | ------------ | ------------ | -------- | -------- | -------- | -------- |
| Gerasim Kochnev                | C1 – 1 000 m |               |               |              |              |          |          |          |          |
| Aleksey Mochalov               | K1 – 1 000 m |               |               |              |              |          |          |          |          |
| Gerasim Kochnev Serik Mirbekov | C2 – 1 000 m |               |               |              |              |          |          |          |          |
| Olga Umaralieva                | K1 – 200 m   |               |               |              |              |          |          |          |          |

## Gymnastique

### Artistique
Les qualifications sont terminées.

#### Hommes
| Athlète     | Compétition | Qualifications | Qualifications | Qualifications | Qualifications | Qualifications | Qualifications | Qualifications | Qualifications | Finale       | Finale       | Finale       | Finale       | Finale       | Finale       | Finale       | Finale       |
| Athlète     | Compétition | Appareil       | Appareil       | Appareil       | Appareil       | Appareil       | Appareil       | Total          | Rang           | Appareil     | Appareil     | Appareil     | Appareil     | Appareil     | Appareil     | Total        | Rang         |
| Athlète     | Compétition | S              | CA             | A              | SC             | BP             | BF             | Total          | Rang           | S            | CA           | A            | SC           | BP           | BF           | Total        | Rang         |
| ----------- | ----------- | -------------- | -------------- | -------------- | -------------- | -------------- | -------------- | -------------- | -------------- | ------------ | ------------ | ------------ | ------------ | ------------ | ------------ | ------------ | ------------ |
| Anton Fokin | Individuel  | 11,800         | 14,333         | 13,966         | 14,400         | 15,466         | 13,866         | 83,831         | 37             | Non qualifié | Non qualifié | Non qualifié | Non qualifié | Non qualifié | Non qualifié | Non qualifié | Non qualifié |

#### Femmes
| Athlète            | Compétition | Qualifications | Qualifications | Qualifications | Qualifications | Qualifications | Qualifications | Finale        | Finale        | Finale        | Finale        | Finale        | Finale        |
| Athlète            | Compétition | Appareil       | Appareil       | Appareil       | Appareil       | Total          | Rang           | Appareil      | Appareil      | Appareil      | Appareil      | Total         | Rang          |
| Athlète            | Compétition | S              | SC             | BA             | P              | Total          | Rang           | S             | SC            | BA            | P             | Total         | Rang          |
| ------------------ | ----------- | -------------- | -------------- | -------------- | -------------- | -------------- | -------------- | ------------- | ------------- | ------------- | ------------- | ------------- | ------------- |
| Oksana Chusovitina | Individuel  | 14,999         |                |                | 13,300         |                |                | Non qualifiée | Non qualifiée | Non qualifiée | Non qualifiée | Non qualifiée | Non qualifiée |

### Rythmique
Les qualifications sont terminées.
| Athlète               | Compétition | Qualification | Qualification | Qualification | Qualification | Qualification | Qualification | Finale  | Finale | Finale | Finale | Finale | Finale |
| Athlète               | Compétition | Cerceau       | Ballon        | Massue        | Ruban         | Total         | Rang          | Cerceau | Ballon | Massue | Ruban  | Total  | Rang   |
| --------------------- | ----------- | ------------- | ------------- | ------------- | ------------- | ------------- | ------------- | ------- | ------ | ------ | ------ | ------ | ------ |
| Anastasiya Serdyukova | Individuel  |               |               |               |               |               |               |         |        |        |        |        |        |

| Athlète                                                                           | Épreuve | Qualification | Qualification      | Qualification | Qualification | Finale   | Finale             | Finale | Finale |
| Athlète                                                                           | Épreuve | 5 rubans      | 3 clubs 2 cerceaux | Total         | Rang          | 5 rubans | 3 clubs 2 cerceaux | Total  | Rang   |
| --------------------------------------------------------------------------------- | ------- | ------------- | ------------------ | ------------- | ------------- | -------- | ------------------ | ------ | ------ |
| Samira Amirova Valeriya Davidova Luiza Ganieva Zarina Kurbonova Marta Rostoburova | Team    |               |                    |               |               |          |                    |        |        |

### Trampoline
Les qualifications sont terminées.
| Athlète          | Compétition | Qualifications | Qualifications | Finale | Finale |
| Athlète          | Compétition | Score          | Rang           | Score  | Rang   |
| ---------------- | ----------- | -------------- | -------------- | ------ | ------ |
| Ekaterina Khilko | Femmes      |                |                |        |        |

## Haltérophilie
Les qualifications sont terminées.
| Athlète               | Compétition | Arraché  | Arraché | Épaulé-jeté | Épaulé-jeté | Total | Rang |
| Athlète               | Compétition | Résultat | Rang    | Résultat    | Rang        | Total | Rang |
| --------------------- | ----------- | -------- | ------- | ----------- | ----------- | ----- | ---- |
| Doston Yokubov        | -69 kg      |          |         |             |             |       |      |
| Ivan Efremov          | -105 kg     |          |         |             |             |       |      |
| Ruslan Nurudinov      | -105 kg     |          |         |             |             |       |      |
| Rustam Djangabaev     | +105 kg     |          |         |             |             |       |      |
| Sardorbek Dustmurotov | +105 kg     |          |         |             |             |       |      |

## Judo
L'Ouzbékistan a qualifié huit athlètes (sept hommes et une femme) dans les différentes catégories de poids soit deux de plus qu'aux jeux Olympiques de Londres en 2012.
| Athlète             | Compétition     | 1er tour                                    | 2e tour                                    | 3e tour                                       | Quart de finale                           | Demi-finale                                       | Repêchage 1                               | Repêchage 2         | Finale              | Finale |
| Athlète             | Compétition     | Adversaire Résultat                         | Adversaire Résultat                        | Adversaire Résultat                           | Adversaire Résultat                       | Adversaire Résultat                               | Adversaire Résultat                       | Adversaire Résultat | Adversaire Résultat | Rang   |
| ------------------- | --------------- | ------------------------------------------- | ------------------------------------------ | --------------------------------------------- | ----------------------------------------- | ------------------------------------------------- | ----------------------------------------- | ------------------- | ------------------- | ------ |
| Diyorbek Urozboev   | Moins de 60 kg  | -                                           | Bat Joshua Katz 100 - 0H                   | Bat Ludovic Chammartin 11s3 - 0s2             | Battu par Yeldos Smetov 0s1 - 1s1         | Bat Felipe Kitadai 100s1 - 0s2                    | Bat Géorgie Amiran Papinashvili 1s2 - 0s1 | Non qualifié        | Non qualifié        | 3e     |
| Rishod Sobirov      | Moins de 66 kg  | -                                           | Bat Biélorussie Dzmitry Shershan 1s1 - 0s1 | Bat Aruba Jayme Mata 100 - 0                  | Battu par Corée du Sud An Baul 0s2 - 10s1 | Bat République dominicaine Wander Mateo 100s2 - 0 | Bat Azerbaïdjan Adrian Gomboc 110 - 0s2   | Non qualifié        | Non qualifié        | 3e     |
| Mirali Sharipov     | Moins de 73 kg  | –                                           | Battu par Pays-Bas Dex Elmont 0s1 - 10s1   | Non qualifié                                  | Non qualifié                              | Non qualifié                                      | Non qualifié                              | Non qualifié        | Non qualifié        | 17e    |
| Shakhzodbek Sabirov | Moins de 81 kg  |                                             | Bat Josateki Naulu Fidji 100s1 - 0         | Battu par Travis Stevens États-Unis 0 - 100s1 | Non qualifié                              | Non qualifié                                      | Non qualifié                              | Non qualifié        | Non qualifié        | 9e     |
| Sherali Juraev      | Moins de 90 kg  | Bat Abderahmane Benamadi Algérie 0s1 - 0s2  | Battu par Marcus Nyman Suède 0 - 100s1     | Non qualifié                                  | Non qualifié                              | Non qualifié                                      | Non qualifié                              | Non qualifié        | Non qualifié        | 17e    |
| Soyib Kurbonov      | Moins de 100 kg | Battu par Artem Bloshenko Ukraine 0 - 100s1 | Non qualifié                               | Non qualifié                                  | Non qualifié                              | Non qualifié                                      | Non qualifié                              | Non qualifié        | Non qualifié        | 33e    |
| Abdullo Tangriev    | Plus de 100 kg  |                                             | Bat Derek Sua (SAM) 100 - 0s3              | Bat Daniel Natea (ROU) 110 - 0s1              | Bat Iurii Krakovetskii (KGZ) 100's1 - 1   | Battu par Hisayoshi Harasawa (JPN) 0s4 - 101s1    | Battu par Rafael Silva (BRA) 0s2 - 1s1    | Non qualifié        | Non qualifié        | 5e     |

| Athlète             | Compétition    | 1er tour                                    | 2e tour             | 3e tour             | Quart de finale     | Demi-finale         | Repêchage 1         | Repêchage 2         | Finale              | Finale |
| Athlète             | Compétition    | Adversaire Résultat                         | Adversaire Résultat | Adversaire Résultat | Adversaire Résultat | Adversaire Résultat | Adversaire Résultat | Adversaire Résultat | Adversaire Résultat | Rang   |
| ------------------- | -------------- | ------------------------------------------- | ------------------- | ------------------- | ------------------- | ------------------- | ------------------- | ------------------- | ------------------- | ------ |
| Gulnoza Matniyazova | Moins de 70 kg | Battue par Katarzyna Kłys Pologne 0s2 - 0s1 | Non qualifiée       | Non qualifiée       | Non qualifiée       | Non qualifiée       | Non qualifiée       | Non qualifiée       | Non qualifiée       | 17e    |

## Lutte
Les qualifications sont terminées.
| Athlète              | Compétition     | Qualification       | Huitièmes de finale | Quarts de finale    | Demi-finales        | Repêchage 1         | Repêchage 2         | Finale              | Finale |
| Athlète              | Compétition     | Adversaire Résultat | Adversaire Résultat | Adversaire Résultat | Adversaire Résultat | Adversaire Résultat | Adversaire Résultat | Adversaire Résultat | Rang   |
| -------------------- | --------------- | ------------------- | ------------------- | ------------------- | ------------------- | ------------------- | ------------------- | ------------------- | ------ |
| Lutte libre          |                 |                     |                     |                     |                     |                     |                     |                     |        |
| Abbos Rakhmonov      | Moins de 57 kg  |                     |                     |                     |                     |                     |                     |                     |        |
| Ikhtiyor Navruzov    | Moins de 65 kg  |                     |                     |                     |                     |                     |                     |                     |        |
| Bekzod Abdurakhmonov | Moins de 74 kg  |                     |                     |                     |                     |                     |                     |                     |        |
| Magomed Ibragimov    | Moins de 97 kg  |                     |                     |                     |                     |                     |                     |                     |        |
| Lutte gréco-romaine  |                 |                     |                     |                     |                     |                     |                     |                     |        |
| Elmurat Tasmuradov   | Moins de 59 kg  |                     |                     |                     |                     |                     |                     |                     |        |
| Zelimkhan Khadjiev   | Moins de 74 kg  |                     |                     |                     |                     |                     |                     |                     |        |
| Rustam Assakalov     | Moins de 85 kg  |                     |                     |                     |                     |                     |                     |                     |        |
| Muminjon Abdullaev   | Moins de 130 kg |                     |                     |                     |                     |                     |                     |                     |        |

## Natation
| Athlète            | Épreuve      | Séries        | Séries | Demi-finales | Demi-finales | Finale  | Finale  |
| Athlète            | Épreuve      | Temps         | Rang   | Temps        | Rang         | Temps   | Rang    |
| ------------------ | ------------ | ------------- | ------ | ------------ | ------------ | ------- | ------- |
| Vladislav Mustafin | 100 m brasse | 1 min 01 s 66 | 34e    | Éliminé      | Éliminé      | Éliminé | Éliminé |

| Athlète         | Épreuve       | Séries        | Séries | Demi-finales | Demi-finales | Finale   | Finale   |
| Athlète         | Épreuve       | Temps         | Rang   | Temps        | Rang         | Temps    | Rang     |
| --------------- | ------------- | ------------- | ------ | ------------ | ------------ | -------- | -------- |
| Ranohon Amanova | 200 m 4 nages | 2 min 18 s 97 | 38e    | Éliminée     | Éliminée     | Éliminée | Éliminée |
| Ranohon Amanova | 400 m 4 nages | 4 min 52 s 15 | 33e    | Éliminée     | Éliminée     | Éliminée | Éliminée |

## Taekwondo
Les qualifications sont terminées.
| Athlète             | Compétition | Huitièmes de finale | Quarts de finale    | Demi-finales        | Repêchage 1         | Repêchage 2         | Finale              | Finale |
| Athlète             | Compétition | Adversaire Résultat | Adversaire Résultat | Adversaire Résultat | Adversaire Résultat | Adversaire Résultat | Adversaire Résultat | Rang   |
| ------------------- | ----------- | ------------------- | ------------------- | ------------------- | ------------------- | ------------------- | ------------------- | ------ |
| Nikita Rafalovich   | -80 kg      |                     |                     |                     |                     |                     |                     |        |
| Dmitriy Shokin      | +80 kg      |                     |                     |                     |                     |                     |                     |        |
| Nigora Tursunkulova | -67 kg      |                     |                     |                     |                     |                     |                     |        |

## Tennis
Les qualifications sont terminées.
| Athlète (numéro de tête de série) | 1/32 de finale            | 1/16 de finale      | 1/8 de finale       | Quarts de finale    | Demi-finales        | Match pour la médaille de bronze | Finale              |
| Athlète (numéro de tête de série) | Adversaire Résultat       | Adversaire Résultat | Adversaire Résultat | Adversaire Résultat | Adversaire Résultat | Adversaire Résultat              | Adversaire Résultat |
| --------------------------------- | ------------------------- | ------------------- | ------------------- | ------------------- | ------------------- | -------------------------------- | ------------------- |
| Denis Istomin                     | battu par Ferrer 2-6, 1-6 | Non qualifié        | Non qualifié        | Non qualifié        | Non qualifié        | Non qualifié                     | Non qualifié        |

## Tennis de table
Les qualifications sont terminées. 
| Athlète(s) (numéro de tête de série) | Compétition | Tour préliminaire | 1er tour           | 2e tour                   | 3e tour          | 4e tour          | Quarts de finale | Demi-finales     | Finale           | Finale       |
| Athlète(s) (numéro de tête de série) | Compétition | Adversaire Score  | Adversaire Score   | Adversaire Score          | Adversaire Score | Adversaire Score | Adversaire Score | Adversaire Score | Adversaire Score | Rang         |
| ------------------------------------ | ----------- | ----------------- | ------------------ | ------------------------- | ---------------- | ---------------- | ---------------- | ---------------- | ---------------- | ------------ |
| Zokhid Kenjaev                       | Simple      | Exempté           | Bat Jančařík 4 - 2 | Battu par Pitchford 1 - 4 | Non qualifié     | Non qualifié     | Non qualifié     | Non qualifié     | Non qualifié     | Non qualifié |

## Tir
Les qualifications sont terminées. 
| Athlète          | Compétition                  | Qualification | Qualification | Finale       | Finale       |
| Athlète          | Compétition                  | Points        | Rang          | Points       | Rang         |
| ---------------- | ---------------------------- | ------------- | ------------- | ------------ | ------------ |
| Vadim Skorovarov | Carabine à 10 m air comprimé | 620,9         | 27            | Non qualifié | Non qualifié |